# Castiltierra
Castiltierra es una localidad de la provincia de Segovia perteneciente al municipio de Fresno de Cantespino y a la Comunidad de Villa y Tierra de Fresno de Cantespino.
La población es conocida por la cercanía de una necrópolis de época visigoda, expoliada por la Alemania Nazi durante la Segunda Guerra Mundial.

## Historia

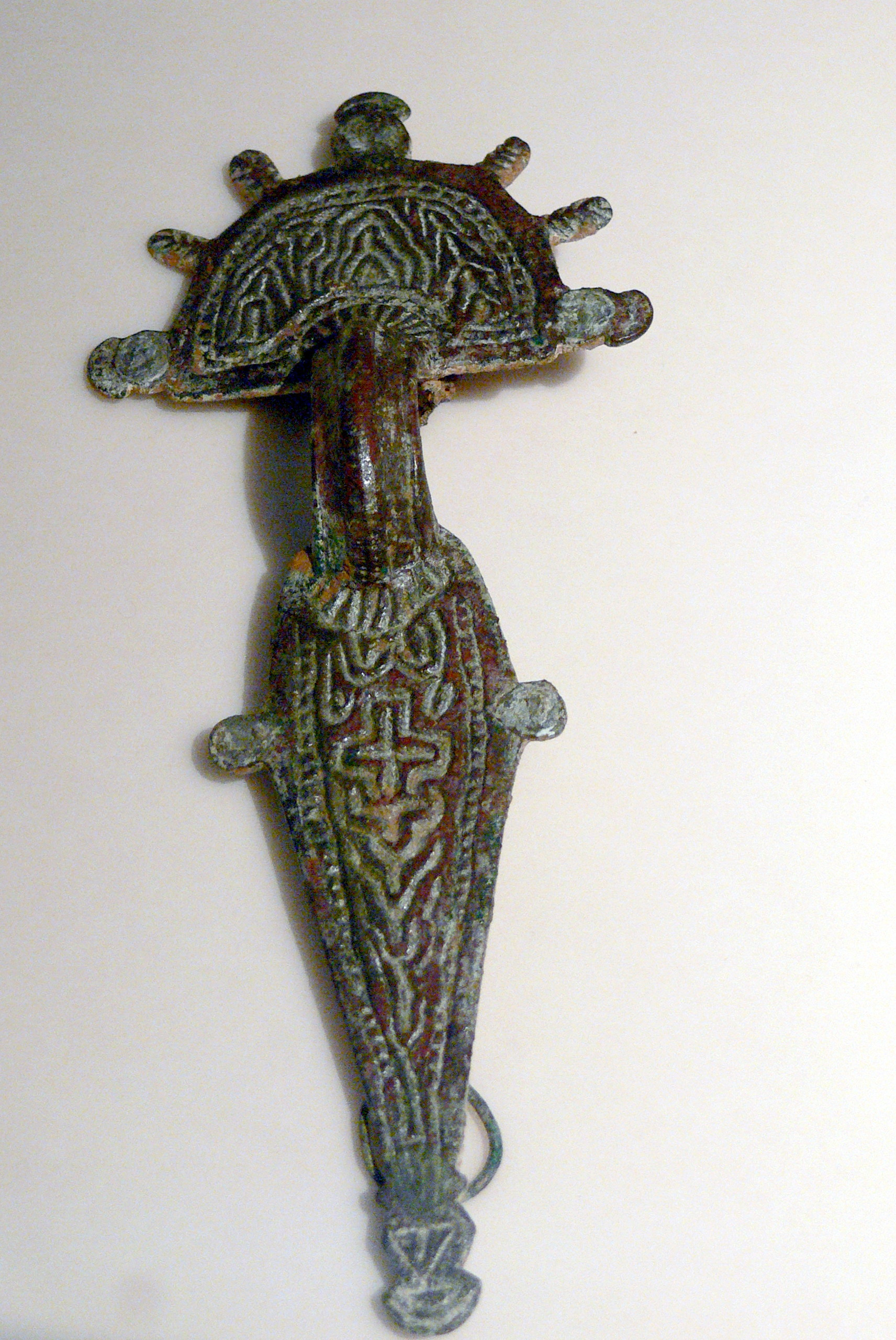
Fíbula de Castiltierra,, Museo Nacional Germano

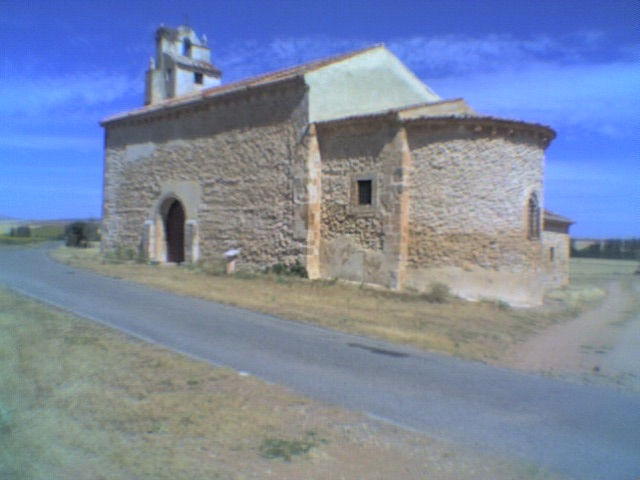
Ermita de El Corporario

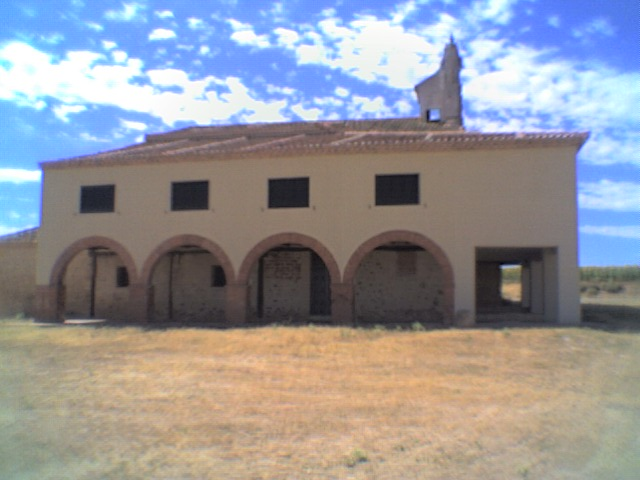
Ermita de El Corporario

En 1247 se cita como Castiel de Tierra; en el siglo XVI ya se nombra de la forma actual. 
En sus cercanías se halla el lugar de Las Milaneras, antiguo campamento romano, también hay constancia de presencia romana en la cercana localidad de Riaguas de San Bartolomé.
En 1864 los vecinos solicitaron al gobernador civil la segregación de Fresno y su agregación al municipio de Cascajares, petición que fue denegada.

## Demografía
| 11            | 10 | 10 | 6 | 4 | 5 | 4 | 3 | 5 | 2 | 5 | 1 |
| (Fuente: INE) |    |    |   |   |   |   |   |   |   |   |   |

## Cultura

### Patrimonio
- Iglesia románica de San Juan, en estado de ruina;
- Ermita del Santo Cristo del Corporario, donde se libró la homónima batalla de la Reconquista. Se llama así por una talla de Jesucristo.[1]

#### Necrópolisde épocavisigoda
Con más de 800 cuerpos, fue descubierta por agricultores en 1931, realizándose la primera campaña de excavación entre 1932 y 1935, al mando de Joaquín María de Navascués y Emilio Camps Cazorla.
Durante la Segunda Guerra Mundial estuvo al frente de la segunda campaña Julio Martínez Santa-Olalla con una delegación alemana al mando de J. Werner, miembro de la cúpula jerárquica de la arqueología del Tercer Reich y enviado personalmente por Heinrich Himmler, muy interesado en el proyecto que vinculaba con una raza aria alemana.
Al fin de la campaña, Santa-Olalla cedió temporalmente las joyas encontradas al gobierno alemán para su restauración. En la actualidad estas piezas continúan en museos alemanes y austriacos.

### Fiestas
- Romería del Domingo de Pentecostés en la Ermita del Santo Cristo del Corporario.
- Fiestas del Pueblo el fin de semana más cercano al 15 de agosto.